# Monsieur de Pourceaugnac

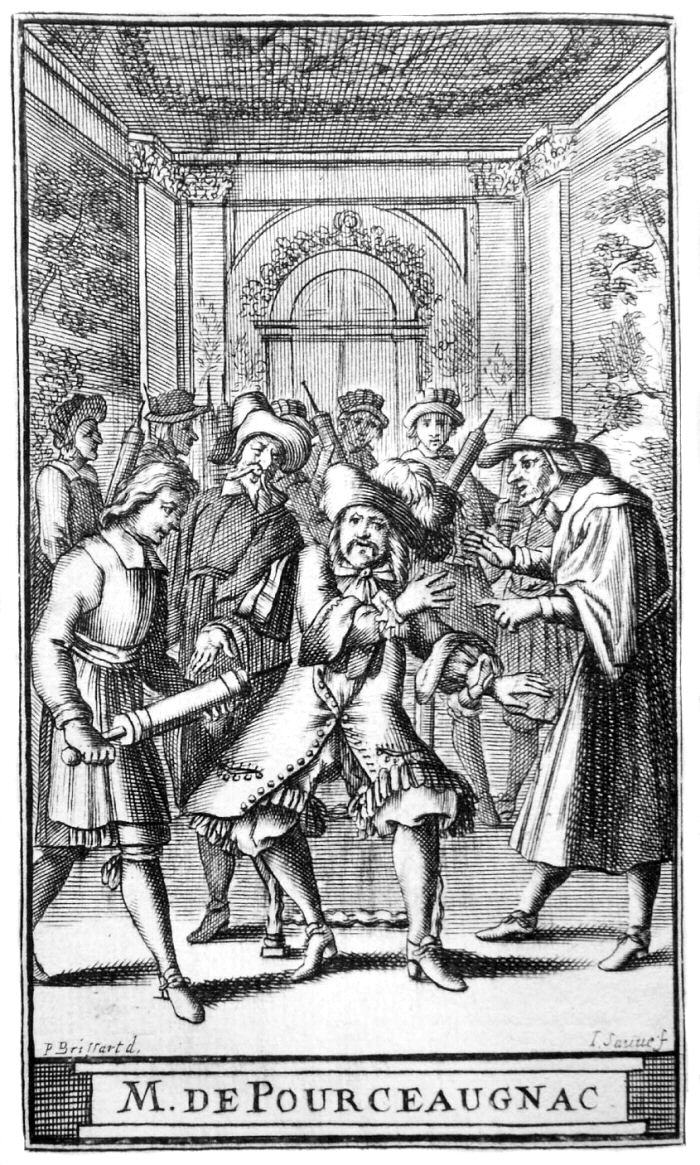
Frontispice de l'édition de 1682.

Pour les articles homonymes, voir Monsieur de Pourceaugnac (homonymie).
Monsieur de Pourceaugnac est une pièce de théâtre française écrite par Molière. Elle est à l'origine d'une comédie-ballet représentée pour la première fois avec la chorégraphie de Pierre Beauchamp dans la province de l'Orléanais, au château de Chambord, pour le divertissement du roi de France Louis XIV, le 6 octobre 1669, et donnée pour la première fois en public à Paris, au théâtre du Palais-Royal, le 15 novembre 1669.
Dans l'œuvre de Molière, Monsieur de Pourceaugnac se situe chronologiquement après L'Avare écrite en 1668 et avant Les Amants magnifiques créée en 1670. C'est la deuxième comédie-ballet de Molière et l'une des quatre pièces produites pour la cour du Roi.

## Présentation
La comédie-ballet est écrite au mois de septembre 1669 par Molière au château de Chambord, un village situé dans l'ancienne province de l'Orléanais (royaume de France) et l'actuel département français de Loir-et-Cher.
La pièce est publiée à Paris chez l'éditeur Jean Ribou dans un ouvrage datant de 1670.
La partition du ballet de Lully est publiée dans deux ouvrages parus entre 1700 et 1710. L'un d'entre eux, dont la date exacte de publication est inconnue, est probablement réalisé par l'atelier du copiste et bibliothécaire de Louis XIV, André Danican Philidor, et consiste en une alternance de partitions du ballet et de textes de la pièce, l'autre, probablement réalisé en 1706 par le copiste Henri Foucault ne contient que la partition.
Plusieurs ouvrages antérieurs à la pièce sont évoqués pour avoir pu inspirer le Pourceaugnac de Molière, c'est notamment le cas de l’Histoire générale des Larrons de François de Calvi publiée en 1631, La désolation des filous sur la défense des armes ou Les malades qui se portent bien de Jean Simonin dit Chevalier, comédie en un acte parue en 1662.
En 1705, Jean-Léonor Le Gallois de Grimarest, premier biographe de Molière, écrit à propos des origines du personnage de Pourceaugnac : « On dit que le Pourceaugnac fut fait à l'occasion d'un gentilhomme Limousin, qui un jour de spectacle, et dans une querelle qu'il eut sur le théâtre avec les comédiens, étala une partie du ridicule dont il étoit chargé. Il ne le porta pas loin ; Molière pour se venger de ce campagnard, le mit en son jour sur le Théâtre et en fit un divertissement au goût du Peuple, qui se réjouit fort à cette pièce, laquelle fut jouée à Chambord au mois de septembre de l'année 1669, et à Paris un mois après ».

## Représentations
La pièce est jouée pour la première fois au château de Chambord pour le divertissement du roi de France, Louis XIV, le 6 octobre 1669.
L'œuvre obtient un vif succès et est représentée quarante-neuf fois du vivant de son auteur ; outre la première représentation au château de Chambord, elle est jouée une fois, le 4 novembre 1669, au château de Versailles puis 47 fois au théâtre du Palais-Royal de Paris entre le 15 novembre 1669 et le 11 septembre 1672.
Après la mort de Molière, la pièce est jouée successivement, une fois au théâtre de l'hôtel Guénégaud de Paris en 1680, une fois à Saint-Germain-en-Laye en 1681, douze fois au théâtre de la rue des Fossés-Saint-Germain de Paris entre 1701 et 1750, une fois au château de Bellevue en 1751, cinq fois au Grand théâtre de la Monnaie à Bruxelles entre 1753 et 1785, trois fois au théâtre du Capitole de Toulouse entre 1786 et 1789, une fois au théâtre national de Caen puis à nouveau, deux fois au Grand théâtre de la Monnaie à Bruxelles en 1791.

## Synopsis

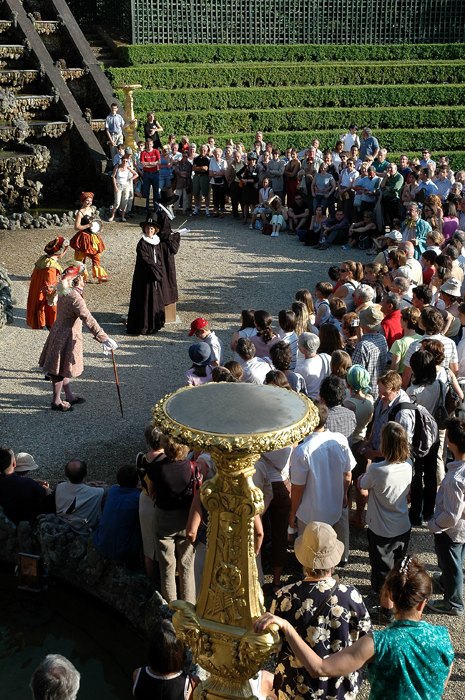
Représentation de Monsieur de Pourceaugnac dans le cadre du festival Le Mois Molière à Versailles en juin 2006

Deux jeunes amants, Éraste et Julie, vivent à Paris. Ils se rencontrent en secret de peur qu'Oronte, le père de Julie, découvre leur relation. Oronte a donné sa fille en mariage à un certain Léonard de Pourceaugnac, bourgeois de Limoges. Dégoûtés par cette idée, les deux amants font appel à une entremetteuse, Nérine, et à un fourbe napolitain, Sbrigani, pour contrer le projet d'Oronte. Dès son arrivée, la ville entière essayera de ridiculiser le nouvel arrivant, et de le dégoûter de la vie urbaine.
Éraste survient et dit reconnaître en monsieur de Pourceaugnac un ancien ami, bien qu’ils ne se soient jamais vus, de sorte que celui-ci accepte l’hospitalité qui lui est proposée. Après avoir gagné sa confiance, Sbrigani et Éraste, feignant de le protéger, emploient de multiples moyens pour se débarrasser de lui. Ils persuadent deux médecins que monsieur de Pourceaugnac est fou, mais plus il proteste, plus l'étranger est menacé de saignées et de lavements. Après avoir échappé de justesse à une phlébotomie complète, monsieur de Pourceaugnac est accusé par un soi-disant marchand flamand d'avoir d’innombrables  dettes envers lui. Peu après, Sbrigani vient trouver le Limousin pour le convaincre de ne pas épouser Julie, car elle serait une vilaine coquette. Cette dernière rentre alors soudainement en scène et affirme être follement amoureuse du jeune malheureux. Monsieur de Pourceaugnac, persuadé de la coquetterie de sa promise, refuse de l'épouser. Au moment où il veut quitter la scène, deux femmes s'acharnent sur lui et affirment qu'il est leur époux et le père de leurs multiples enfants. Monsieur de Pourceaugnac, accusé de polygamie, n'a alors qu'une dernière possibilité : la fuite. Et c'est vêtu d'un habit de femme qu'il réussira  à échapper à la justice. Sbrigani convainc alors Oronte que monsieur de Pourceaugnac lui a enlevé sa fille, et ce n'est qu'en feignant de la sauver qu'Éraste obtiendra la bénédiction d'Oronte qui acceptera enfin le mariage des deux amants.

## Distribution

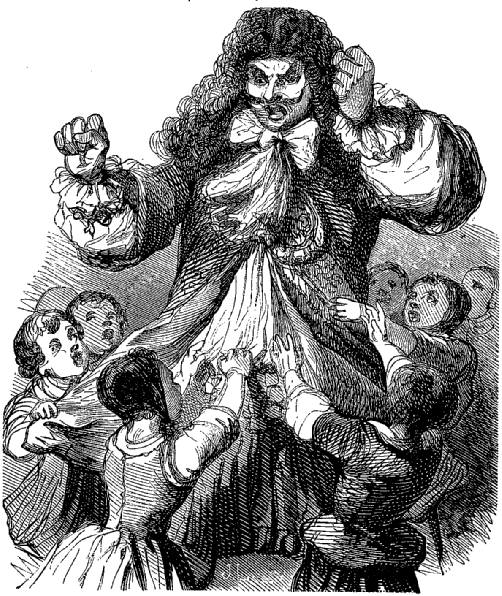
Monsieur de Pourceaugnac représenté par Janet-Lange dans la scène 10 de l'acte 2 : « mon papa ! » crient les enfants, 1851

Les différents personnages intervenant dans la comédie sont :
- Monsieur de Pourceaugnac ;
- Oronte ;
- Julie, fille d'Oronte ;
- Nérine, femme d'intrigue ;
- Lucette, feinte Gasconne ;
- Éraste, amant de Julie ;
- Sbrigani, Napolitain, homme d'intrigue ;
- Premier et second médecins ;
- L'apothicaire ;
- Une paysanne et un paysan ;
- Premier et second suisse ;
- Un exempt ;
- Deux archers.

Les différents personnages intervenant dans le ballet sont :
- Une musicienne ;
- Deux musiciens ;
- Troupe de danseurs : deux maîtres à danser, deux pages dansants, quatre curieux de spectacle dansants, deux suisses dansants ;
- Deux médecins grotesques
- Matassins dansants
- Deux avocats chantants
- Deux procureurs dansants
- Deux sergents dansants
- Troupe de masques : une égyptienne et un égyptien chantants, un pantalon chantant, un chœur de masques chantants
- Sauvages dansants ;
- Biscayens dansants.

| Acteurs ayant créé les rôles |                                    |
| Personnage                   | Acteur                             |
| Monsieur de Pourceaugnac     | Molière                            |
| Oronte                       | Béjart                             |
| Éraste                       | La Grange                          |
| Julie                        | Mademoiselle Molière               |
| Nérine                       | Madeleine Béjart ou Mlle La Grange |
| Lucette                      | André Hubert                       |

## Commentaires

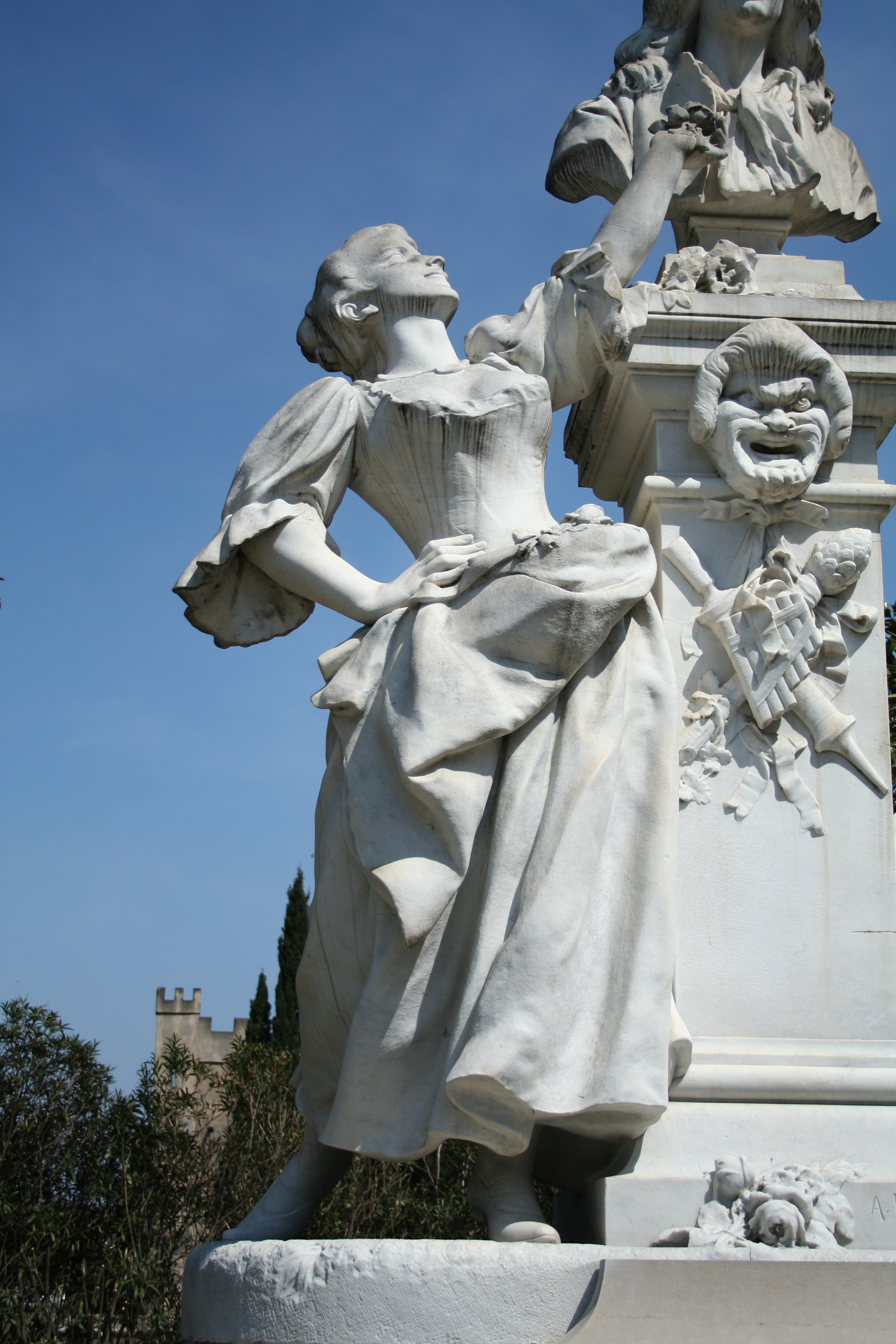
Lucette aux côtés de Molière sur le monument de Pezenas

Au lendemain de la première de Chambord, le 7 octobre 1669, La Gazette, l'organe de presse officieux du royaume créé par Théophraste Renaudot, écrit : « Leurs Majestés continuent de prendre ici le divertissement de la chasse ; et, hier, elles eurent celui d'une nouvelle comédie par la troupe du roi, entremêlée d'entrées de ballet et de musique ; le tout si bien concerté qu'il ne se peut rien voir de plus agréable. L'ouverture s'en fit par un délicieux concert, suivi d'une sérénade de voix, d'instruments et de danses. Et, dans le quatrième intermède, il parut grand nombre de masques qui, par leurs chansons et leurs danses, plurent grandement aux spectateurs. La décoration de la scène étoit pareillement si superbe que la magnificence n'éclata pas moins en ce divertissement que la galanterie, de manière qu'il n'étoit pas moins digne de cette belle cour que tous ceux qui l'ont précédé ».
Dans sa lettre datée du 12 octobre 1669, le gazetier Charles Robinet, écrit les vers suivant : « Or, du mois courant le sixième, la cour eut un régal nouveau, également galant et beau, et même aussi fort magnifique, de comédie et de musique, avec entr'actes de ballet, d'un genre gaillard et follet, le tout venant, non de copiste, mais vraiment du seigneur Baptiste, et du sieur Molière, intendants, malgré tous autres prétendants, des spectacles de notre Sire, les actrices et les acteurs ravirent leurs grands spectateurs, et cette merveilleuse troupe n'eut jamais tant le vent en poupe ». Après les quatre premières représentations en public, dans sa lettre datée du 23 novembre 1669, il ajoute quelques détails concernant l'origine de la pièce : « Il (Molière) joue autant bien qu'il se peut, ce marquis de nouvelle fonte, dont par hasard, à ce qu'on conte, l'original est à Paris, en colère autant que surpris, de s'y voir dépeint de la sorte. Il jure, il tempête et s'emporte, et veut faire ajourner l'auteur, en réparation d'honneur, tant pour lui que pour sa famille, laquelle en Pourceaugnacs fourmille... Quoi qu'il en soit, voyez la pièce, vous tous, citoyens de Lutèce : vous avouerez en bonne foi, que c'est un vrai plaisir de roi ».
En 1758, l'écrivain, philosophe et encyclopédiste français Denis Diderot, dans un Discours sur la poésie dramatique écrit « S'il on croit qu'il y ait beaucoup plus d'hommes capables de faire Pourceaugnac que le Misanthrope, on se trompe ».
Dans son ouvrage Recréations littéraires paru en 1766, François-Louis Cizeron-Rival écrit « on dit que Lully ayant eu le malheur de déplaire au Roi voulu essayer de rentrer dans ses bonnes grâces par une plaisanterie. Pour cet effet, il joua le rôle de Pourceaugnac devant sa majesté et y réussit à merveille, surtout à la fin de la pièce, quand les apothicaires, armés de leurs seringues poursuivent monsieur de Pourceaugnac ».
Comme c'est souvent le cas dans les pièces de Molière, les dupes sont les vieillards (ici Oronte, père de Julie) ou l'étranger (ici, Léonard de Pourceaugnac, principale victime).
Avec la publication de Monsieur de Pourceaugnac, Molière signe l'une des premières œuvres du genre nouveau qu'est la comédie-ballet.
Pourceaugnac est le nom donné à la terre imaginaire évoquée dans la pièce. Molière aurait eu l'idée d'écrire cette comédie afin de ridiculiser les Limousins après avoir été mal accueilli à Limoges comme acteur ou après avoir rencontré un gentilhomme ridicule à Ambazac.
Des couplets des scènes XIII et XVI du premier acte sont rédigés en italien ; des passages du deuxième acte sont écrits en languedocien (dialecte de l'occitan) et picard (langue d'oil).
À la fin du XIXe siècle, le sculpteur Jean-Antoine Injalbert choisit le personnage de Lucette pour figurer aux côtés de Molière sur un monument érigé en 1897 dans le square Molière de Pézenas (Hérault), ville française dont Lucette est originaire dans la pièce.

## Réplique
- « Ils commencent ici par faire pendre un homme, et puis ils lui font son procès » (Sbrigani, acte III, scène 2, page 113 de l'édition originale)[2].

## Illustrations
La pièce a été illustrée dans plusieurs ouvrages, notamment dans :
- Un tableau de Gilbert Stuart Newton en 1824 : M. de Pourceaugnac, ou le patient en dépit de lui-même.

- Monsieur de Pourceaugnac ; suivi de Le sicilien d'Émile de La Bédollière, 1851, illustré par Janet-Lange[1] :

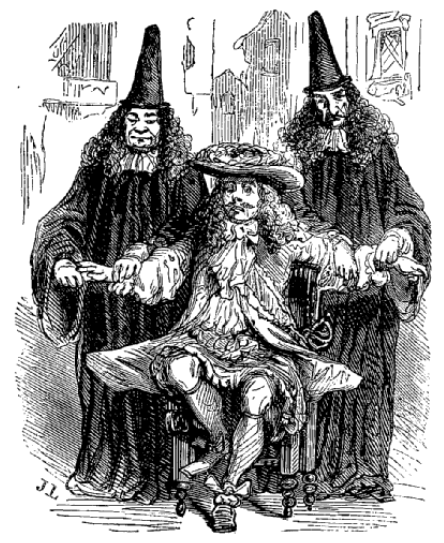
Deux médecins prennent le pouls de Monsieur de Pourceaugnac, acte I, scène XI.
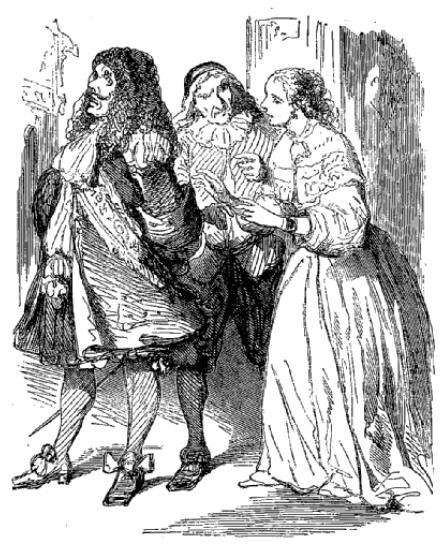
Monsieur de Pourceaugnac, Julie et Oronte, le père de Julie, acte II, scène VI.
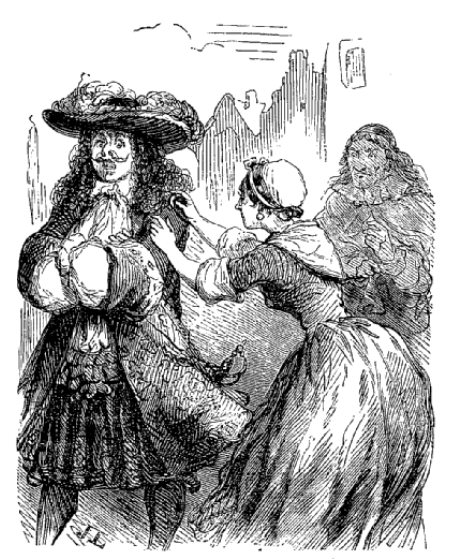
Monsieur de Pourceaugnac, Lucette et Oronte, acte II, scène VIII.
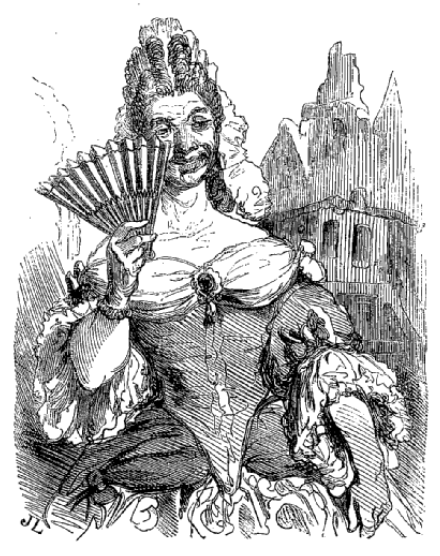
Pourceaugnac se dissimule dans une tenue de femme, acte III, scène II.

- Œuvres complètes de Molière précédées de l'histoire de la vie et des ouvrages de Molière de Jules-Antoine Taschereau, 1857 par le peintre et illustrateur français Jean Alfred Gérard-Séguin[14] :

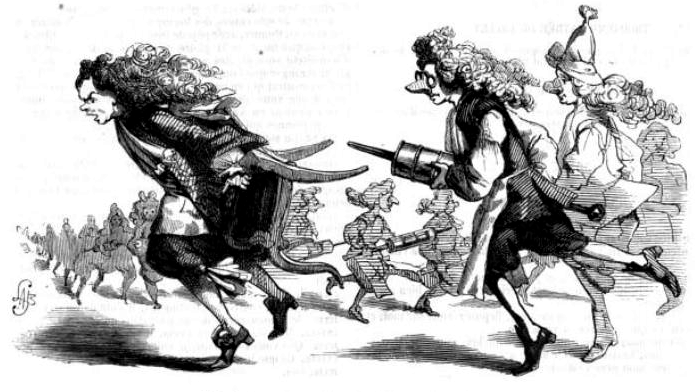
Pourceaugnac est poursuivi par l'apothicaire et les médecins, acte I, scène XVI.
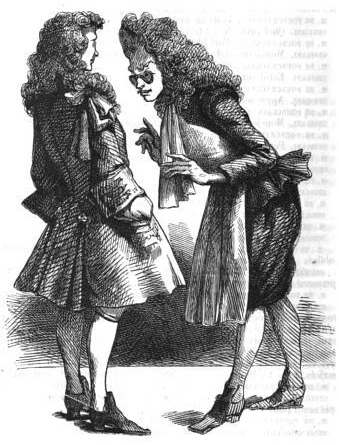
Éraste et un apothicaire, acte I, scène VII.
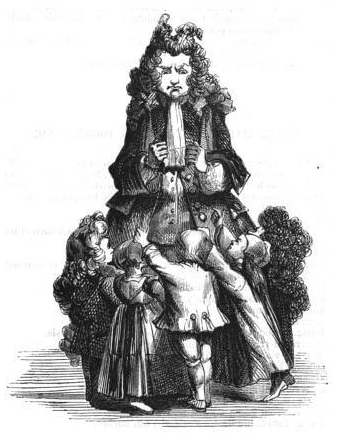
Monsieur de Pourceaugnac et plusieurs enfants criant « mon papa ! », acte II, scène X.
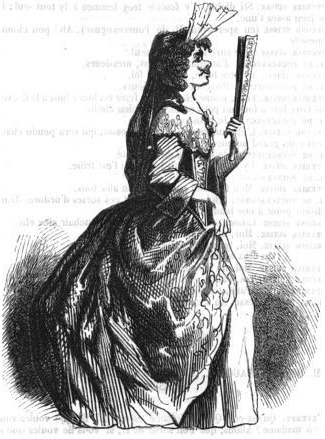
Pourceaugnac se dissimule dans une tenue de femme, acte III, scène II.

## Analyse historique
"Les riches bourgeois fraîchement anoblis pouvaient concurrencer victorieusement les gentilshommes sur le plan matériel, mais il leur fallut du temps pour se comporter comme de véritables nobles. A la cour, ils risquaient constamment d'être "remis à leur place" (comme on dit ) car ils ne pouvaient rien contre ces armes terribles que représentent le ridicule et le mépris. Plusieurs pièces de Molière, comme Le Bourgeois gentilhomme et surtout Monsieur de Pourceaugnac, constituent de belles illustrations de ce racisme de classe."(Gérard Noiriel, Histoire populaire de la France, p.128)

## Adaptations
Il existe plusieurs adaptations de la pièce de Molière tant au cinéma qu'au théâtre.

### Théâtre
- Il Signore di Pourceaugnac, opéra-bouffe représenté le 23 avril 1792 au théâtre Feydeau[16] ;
- Le nouveau Pourceaugnac ou l'Amant ridicule, comédie en prose en cinq actes du baron de Cholet, marquis de Dangeau écrit en 1815[17] ;
- L'original de Pourceaugnac ou Molière et les médecins, folie-vaudeville en un acte de Théophile Marion Dumersan représentée le 22 février 1816 au théâtre du Vaudeville[18] ;
- Encore un Pourceaugnac, parfois intitulé Le nouveau Pourceaugnac, comédie-vaudeville en un acte d'Eugène Scribe et Charles-Gaspard Delestre-Poirson jouée pour la première fois le 18 février 1817 au théâtre du Vaudeville. Variation de la pièce de Molière dans laquelle Pourceaugnac triomphe[19] ;
- Monsieur de Pourceaugnac, ballet d'action comique en deux actes de Jean Coralli et Armand-François Jouslin de La Salle représenté le 28 janvier 1826 au théâtre de la Porte-Saint-Martin[20] ;
- Monsieur de Pourceaugnac, opéra-bouffe en trois actes de Castil-Blaze sur des musiques de Gioacchino Rossini, Carl Maria von Weber, datant de 1826 et représenté le 24 février 1827 au théâtre de l'Odéon[21] ;
- Il Signor di Pourceaugnac, opéra-bouffe en trois actes d'Alberto Franchetti représenté le 10 avril 1897 à la Scala de Milan.
- Monsieur de Pourceaugnac, comédie mise en musique par le compositeur suisse Frank Martin en 1960[22].

### Cinéma
- Monsieur de Pourceaugnac, film de Gaston Ravel et Tony Lekain réalisé en 1930[23]
- Monsieur de Pourceaugnac, captation réalisée pour le cinéma par Michel Mitrani et sortie le 24 avril 1985 avec Michel Galabru, Roger Coggio, Fanny Cottençon, Jérôme Anger, Jean-Paul Roussillon, Rosy Varte, Michel Aumont, Anne-Marie Besse, Jean-Pierre Castaldi[23],[24].